# Hot Tub
A Hot Tub a Firka Villa című rajzfilmsorozat 1. része. Amerikában 2004. október 27-én mutatta be a Comedy Central. Magyarországon 2010. október 5-én mutatta be a hazai Comedy Central

## Cselekmény
Hét lakó költözik be a villába (Hőskapitány, Toot Braunstein, Clara hercegnő, Szárnyfülű Zoknipóc, Ling Ling, Xandir, Kandisznó). Toot az érkezéskor kiszemeli magának Xandirt, akinek azonban van egy barátnője, akit meg kell mentenie. A hangulat a tető fokára hág, amikor megérkezik Foxxy Love, akire Clara rasszista megjegyzéseket tesz és ezért összevesznek. A bunyó után levert lesz a hangulat. Foxxy hogy ne tartsák gonosznak hozott egy csomó italt. Majd a medencében pihennek, amikor Clara is csatlakozni akart hozzájuk, de Foxxy nem látja szívesen. Eközben Toot felveszi a telefont Xandir barátnője hívására, aki azt hazudja neki, hogy nem mesélt barátnőről és hogy vele van együtt. Clara úgy döntött, bocsánatot kér Foxxytól, aki elfogadja és megcsókolja Clara-t. Másnap Toot átadja Xandirnak azt, hogy a barátnőjének segítségre van szüksége és bemesélte, hogy nem akarja látni, azután amit elmesélt neki. Így Toot úgy döntött, hogy ha nem lehet szexbomba, akkor „ribanc” lesz. Clara-nak meg azt meséli, hogy Foxxy bemocskolta őt, ezért beszélt a producerekkel, hogy rúgják ki. Foxxy-nak meg elmesélte, hogy Clara szerint bemocskolta. A producerek úgy döntöttek, hogy szavazzanak Foxxy maradásáról. Hős Kapitány szerint Xandir barátnője csak ugráltatja őt. Ling Ling elmondta Clara-nak, hogy az apja rasszista volt, így Clara úgy döntött szabotálja a szavazást.
Az epizódban elhangzott dal: Black Chick's Tongue.
Clara hercegnő és Foxxy Love előadásában a csókjuk közben. A dal az Aladdinban elhangzott „A Whole New World” című dal paródiája.